# Columbia Slough

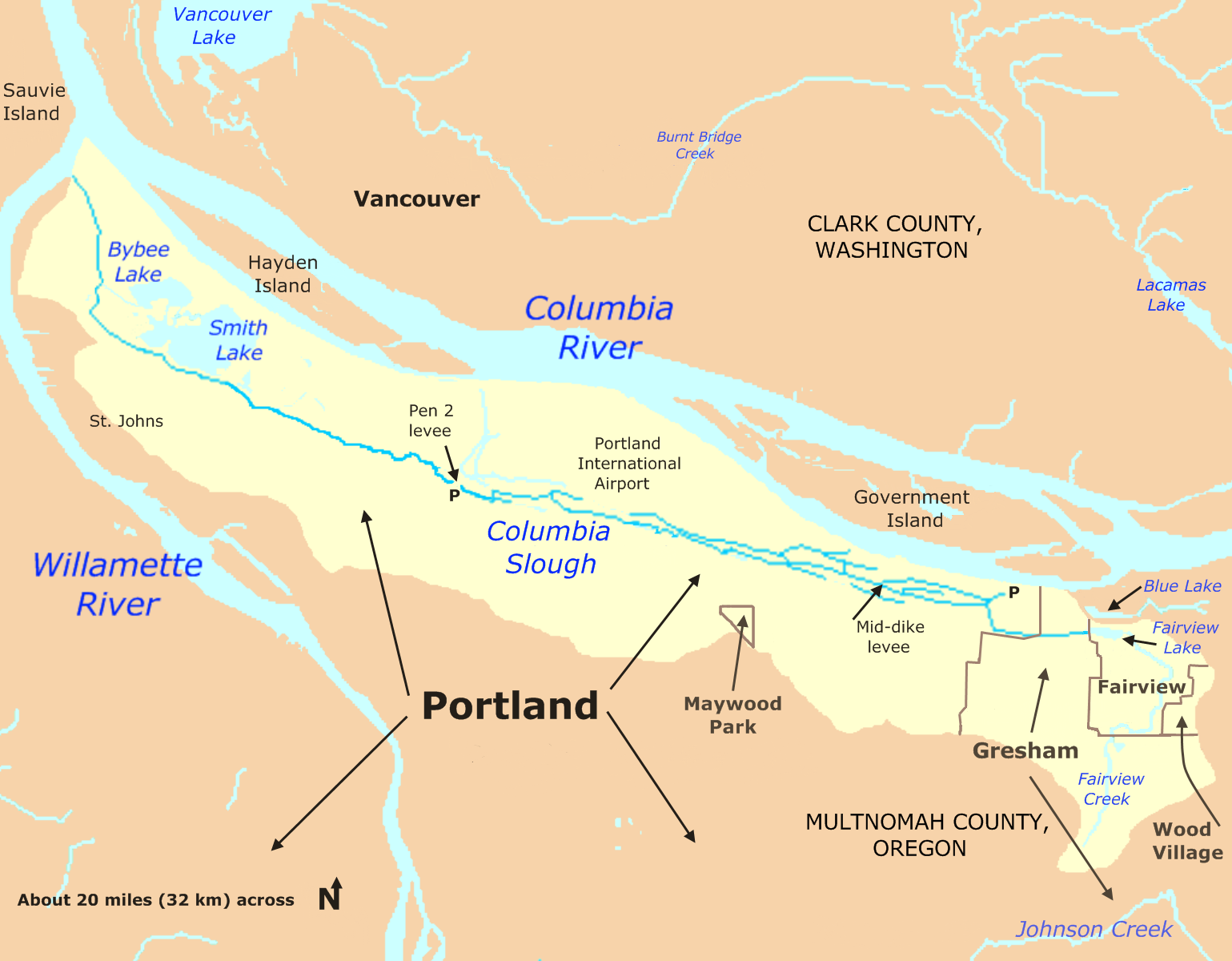
Carte du Columbia Slough

Le Columbia Slough est une étroite voie navigable d'environ 31 kilomètres de long, dans le lit majeur du fleuve Columbia à Portland dans l'État américain de l'Oregon,.